# Breonia tsaratananensis
Breonia tsaratananensis är en måreväxtart som beskrevs av Razaf.. Breonia tsaratananensis ingår i släktet Breonia och familjen måreväxter. Inga underarter finns listade i Catalogue of Life.